# 플랑크 저항
플랑크 저항(Planck impedance) 또는 플랑크 임피던스은 ZP로 나타내는 전기 저항의 플랑크 단위로 기본 단위들로부터 유도된 유도 단위이다.
{\displaystyle Z_{P}=R_{P}={\frac {V_{P}}{I_{P}}}={\frac {1}{4\pi \epsilon _{0}c}}={\frac {Z_{0}}{4\pi }}\approx } 29.9792458 Ω
위 식에서,
{\displaystyle V_{P}}는 플랑크 전압이다.
{\displaystyle I_{P}}는 플랑크 전류이다.
{\displaystyle c}는 진공에서의 빛의 속도이다.

## 같이 보기
- 플랑크 상수